# Curry (Gewürz)

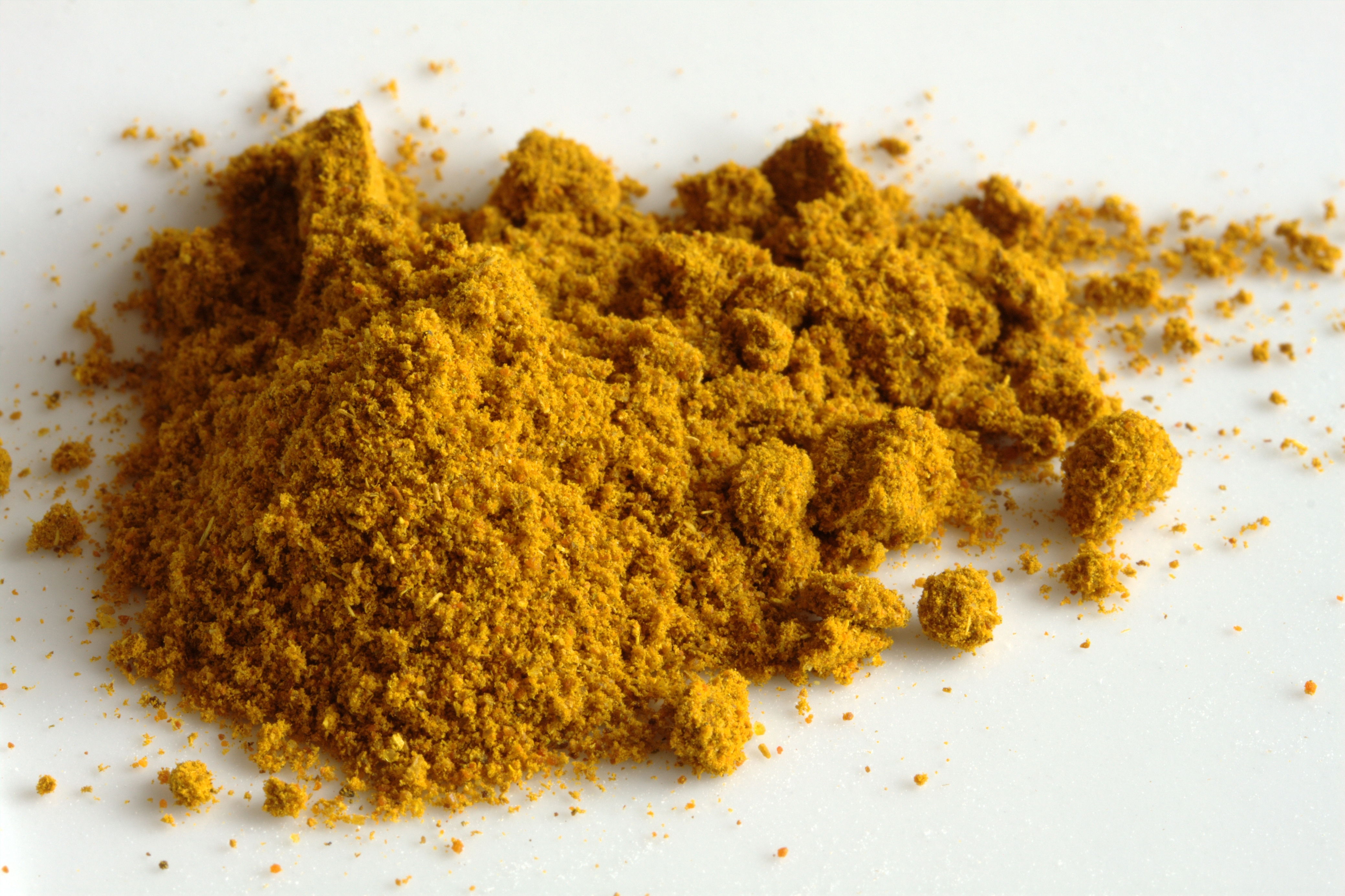
Currypulver

Currypulver oder kurz Curry ([ˈkœri] ) sind Gewürzmischungen, die denen der indischen Küche nachempfunden sind. Sie entstanden im 19. Jahrhundert im Vereinigten Königreich in Anlehnung an indische Curry-Gerichte. Von dort fanden sie Einzug in die internationale Küche. In der indischen Küche selbst ist das Currypulver ungebräuchlich.

## Geschichte

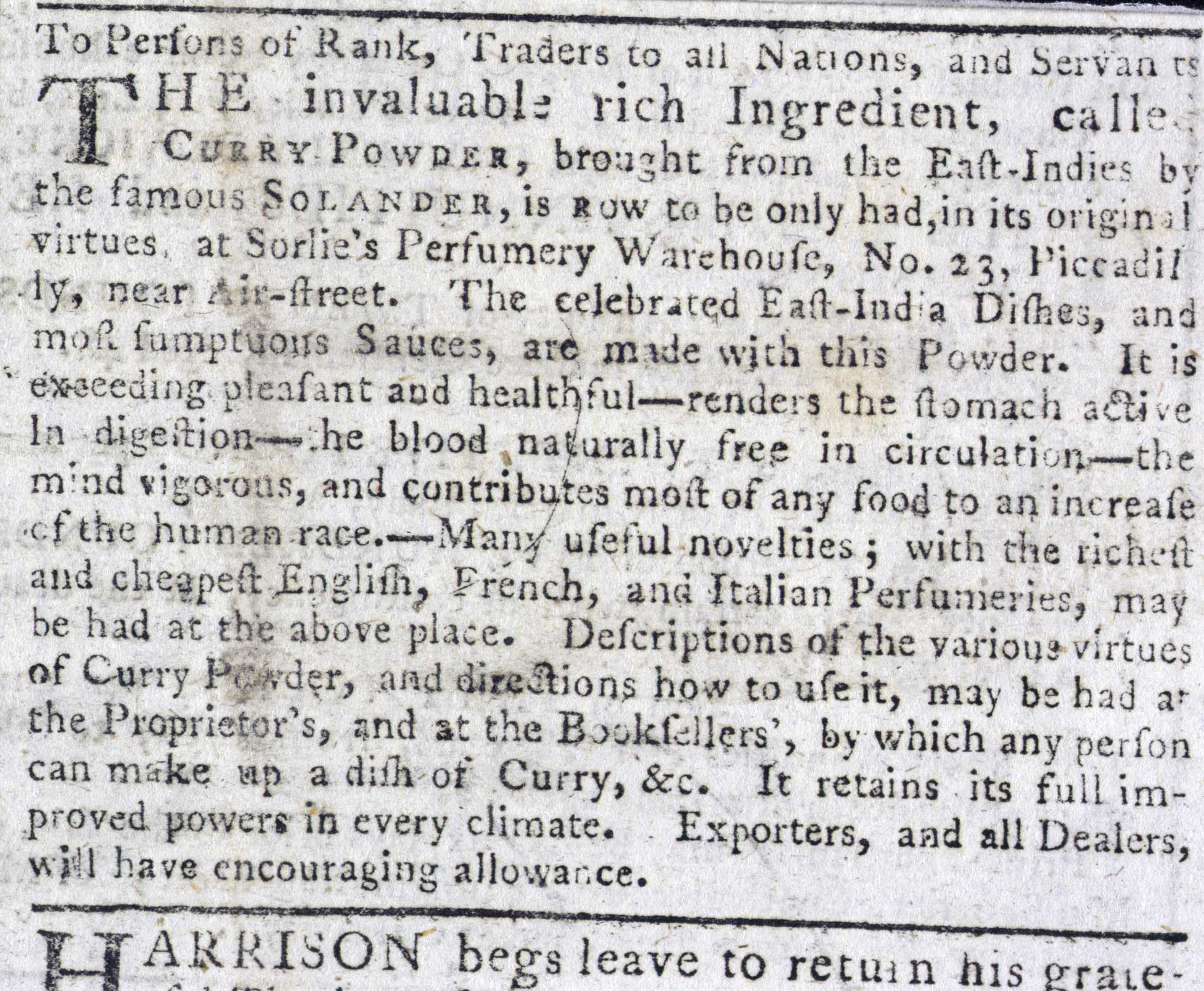
Die älteste bekannte Werbung für Currypulver in Großbritannien (1784)

Das Currypulver ist ein Ergebnis des Kulturkontakts zwischen der britischen und indischen Küche. Zwar gibt es in der indischen Küche fertige Gewürzmischungen (Masalas) wie Garam Masala, doch werden diese meist am Ende des Kochvorgangs zum Abschmecken benutzt. Die weitaus größere Rolle spielen frisch gemahlene Gewürze, die einzeln zu verschiedenen Zeitpunkten während des Kochvorgangs dazugegeben werden. Während der Kolonialzeit kamen die Briten mit der indischen Küche in Kontakt. Im 18. Jahrhundert brachten Indien-Heimkehrer der Britischen Ostindienkompanie die indische Küche nach Großbritannien. Beim Kochen von indischen Curry-Gerichten ersetzten die britischen Köche die dafür benötigten Gewürze der Einfachheit halber durch eine fertige Gewürzmischung, die sie „Currypulver“ (Curry powder) nannten. Der Begriff „Curry“ stammt dabei ursprünglich aus dem Tamil (kari) und fand seinen Weg über das portugiesische (aus Portugiesisch-Indien stammende) caril in die englische Sprache.
Eine Annonce eines Händlers in London, der fertig gemischtes Currypulver bewarb, lässt sich bereits für 1784 nachweisen. Wirklich populär wurde Currypulver aber erst im Laufe der ersten Hälfte des 19. Jahrhunderts, als sich die britische Mittelschicht für Curry-Gerichte zu begeistern begann. Zwischen 1820 und 1840 verdreifachte sich die Importmenge von Kurkuma, einem Hauptbestandteil von Currypulver, nach Großbritannien. Um 1850 enthielten bereits die meisten britischen Kochbücher Rezepte, die nach Currypulver verlangten.

## Zusammensetzung

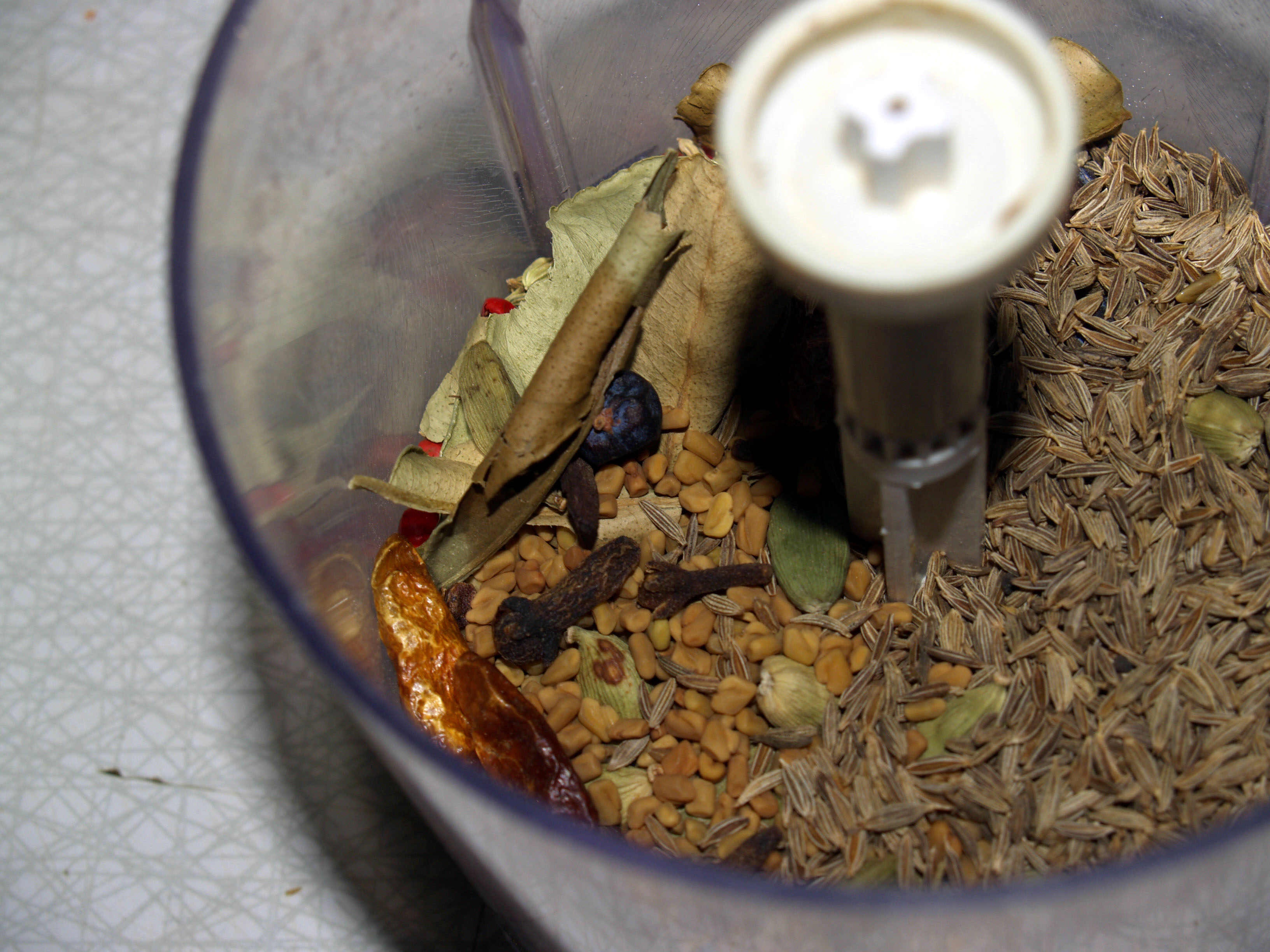
Currypulver besteht aus einer Vielzahl von Gewürzen.

Die Zusammensetzung von Currypulver variiert; es besteht je nach Zubereitung aus etwa dreizehn verschiedenen Komponenten. Manche Gewürze finden sich jedoch in den meisten Currymischungen wieder, vor allem Kurkuma, das dem Currypulver seine charakteristische gelbe Farbe gibt. Außerdem in vielen Mischungen enthalten sind Koriandersamen, Kreuzkümmel, schwarzer Pfeffer und Bockshornklee. Diese Gewürze prägen auch den typischen Geschmack. 
Zudem gibt es von Mischung zu Mischung unterschiedliche Gewürze, die beigemengt werden, wie Ingwerpulver, Knoblauchpulver, Asafoetida, Fenchel, Zimt, Nelken, Grüner Kardamom, Schwarzer Kardamom, Senfkörner, Muskatnuss, Muskatblüte, Paprikapulver, Cayennepfeffer oder Langer Pfeffer. Es gibt auch Madras-Currypulver, in dem oft mehr Chilipulver enthalten ist, und das besonders im Kaschmir beliebte Bassar-Currypulver. Beide gehören zu den Masalas.

## Bekannte internationale Gerichte mit Currypulver
- Deutschland: Currywurst (gebratene oder frittierte Brüh- oder Bratwurst in Stücke geschnitten; serviert mit Ketchup und Currypulver).
- Vereinigtes Königreich: Coronation Chicken (Hähnchensalat mit Mayonnaise, Currypulver und Aprikosen).
- Japan: Karē (verschiedene Gerichte mit Currysauce, z. B. Karē Raisu, Reis mit Currysauce; Katsukarē, Schnitzel mit Currysauce).
- Niederlande: Joppiesauce (Pommes-Frites-Sauce aus Mayonnaise mit gehackten Zwiebeln und Currypulver).
- Österreich: Bosna (Mit Currypulver gewürzte Bratwurst in Weißbrot, ähnlich einem Hot Dog)
- Schweiz: Riz Casimir (Reis mit geschnetzeltem Fleisch, Ananas und Bananen an einer Currysauce).

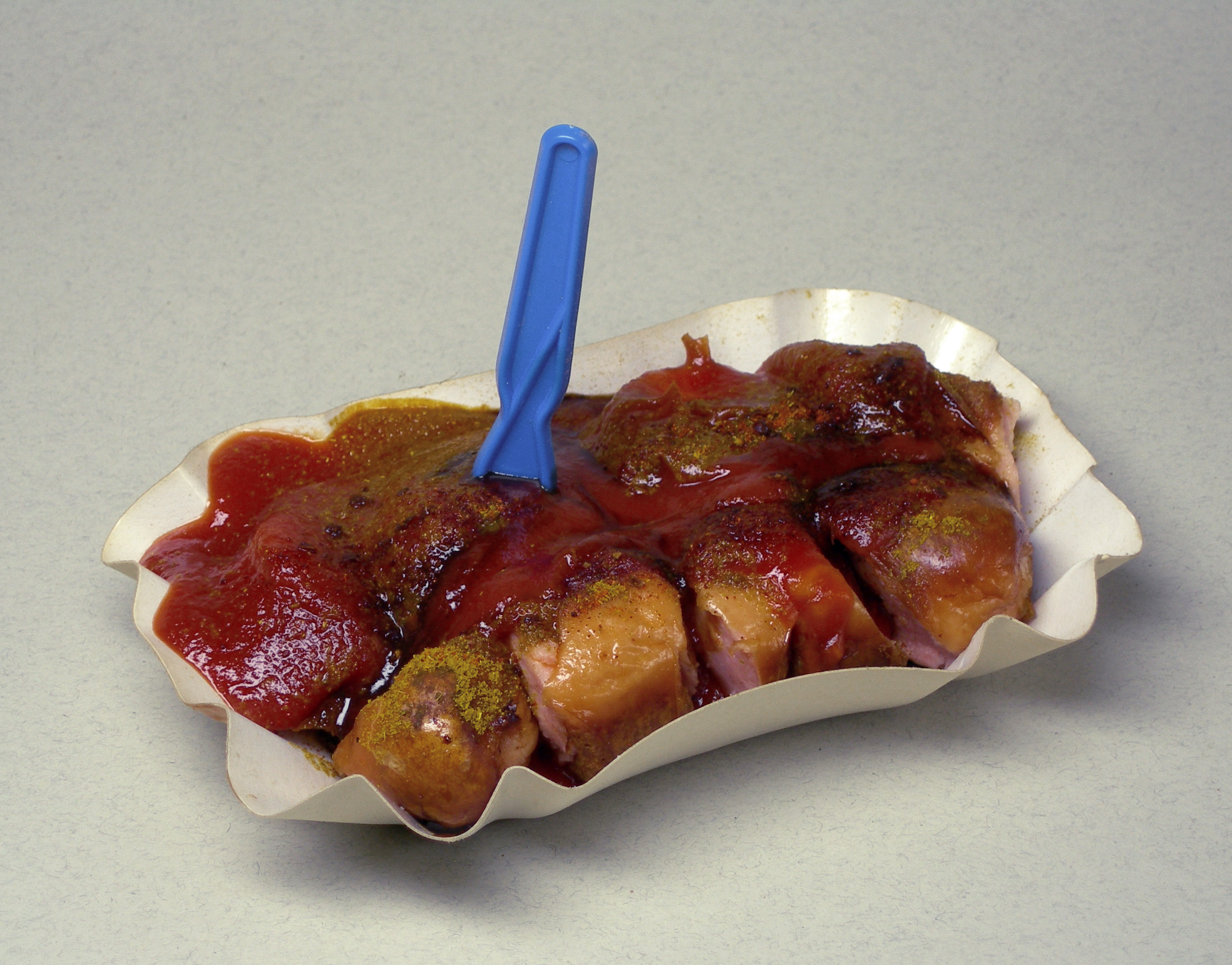
Currywurst
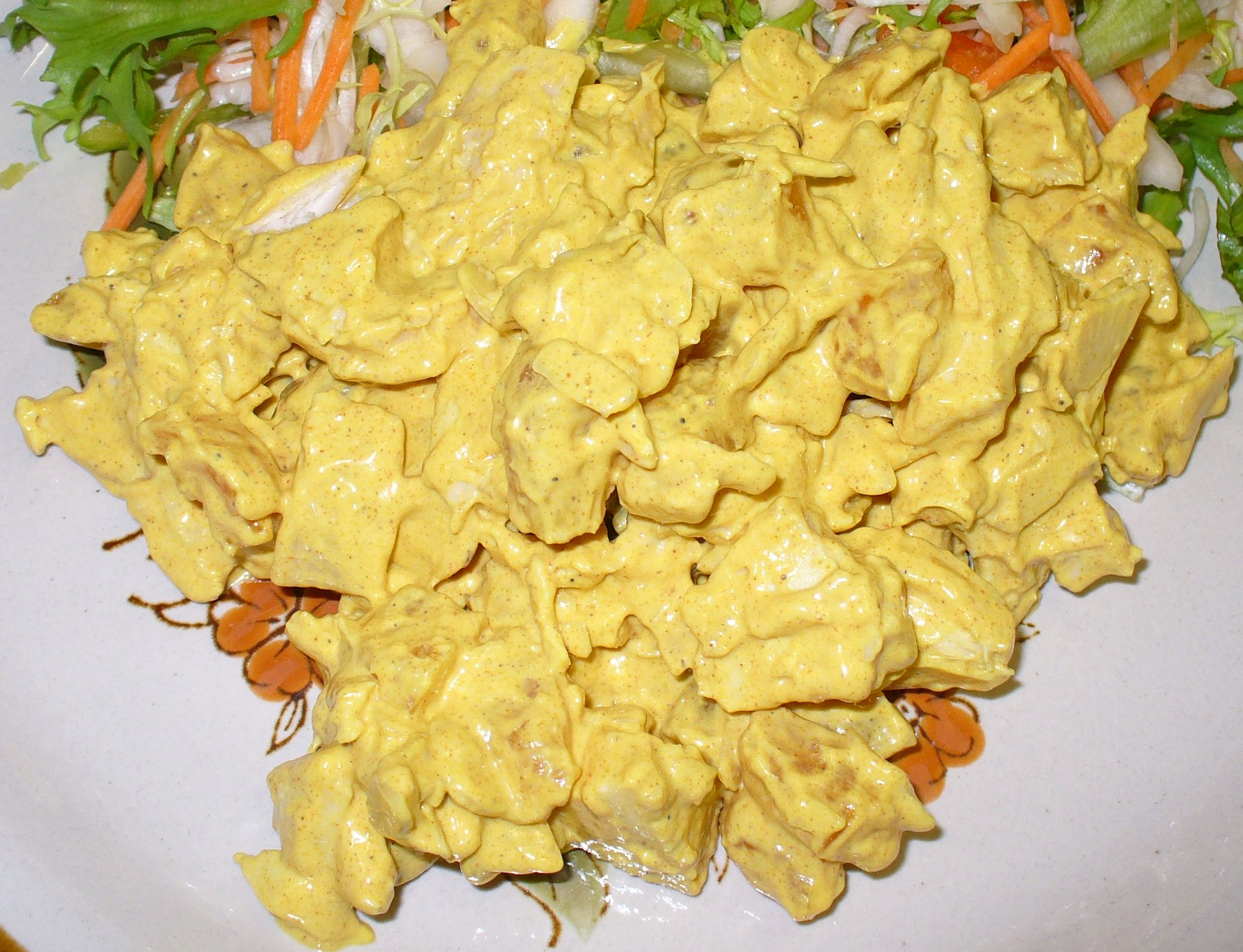
Coronation Chicken
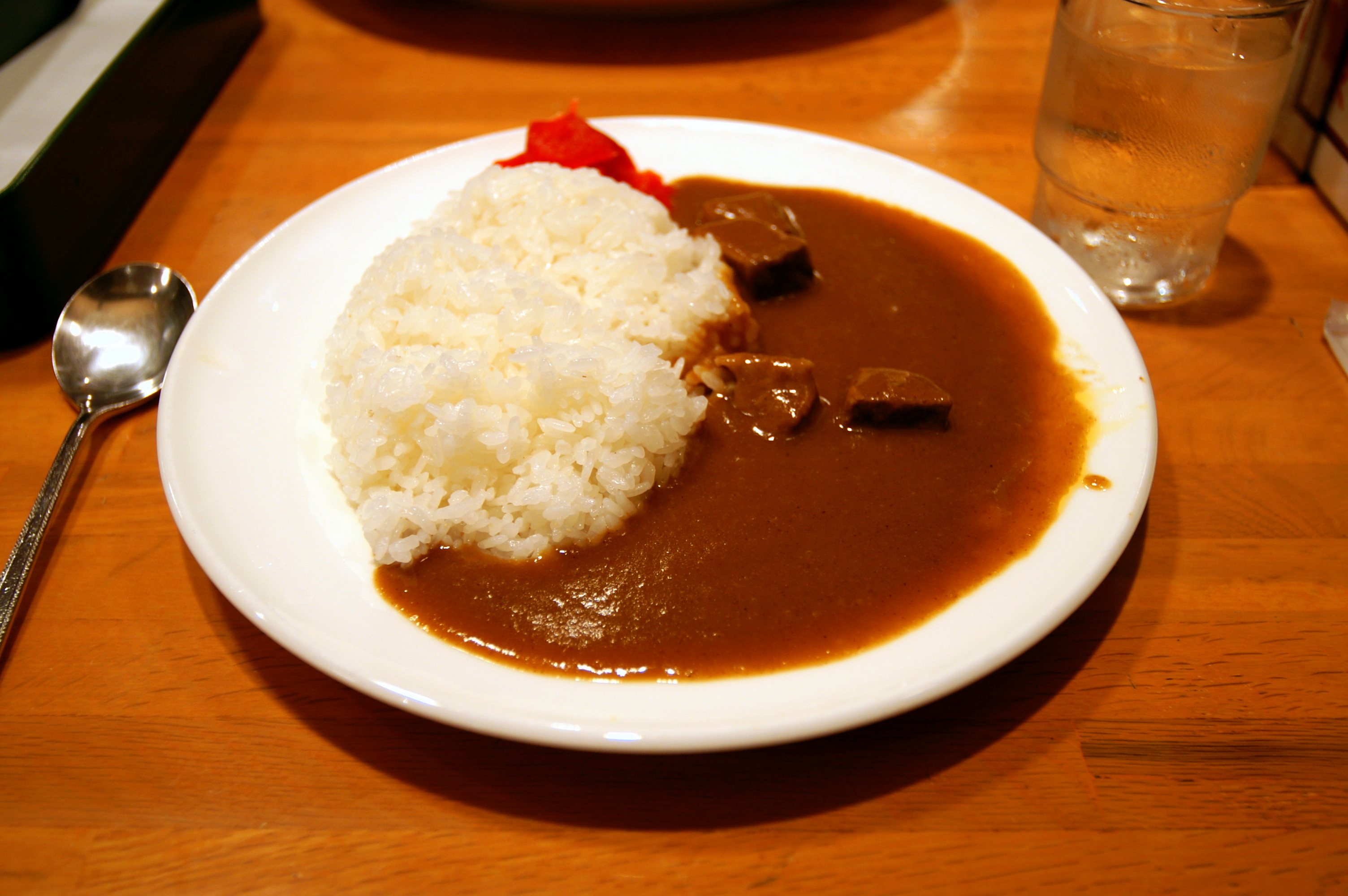
Karē Raisu
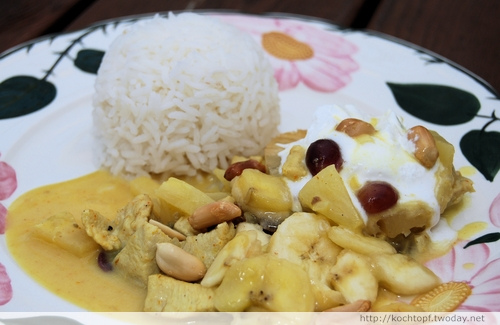
Riz Casimir